# Alexander Herrera Wassilowsky
Alexander Herrera Wassilowsky (26 de diciembre de 1970) es un arqueólogo e investigador germano-peruano. 

## Biografía
Crecido en Lima, Perú, fue formado como arqueólogo en la Universidad Libre de Berlín con un doctorado en la Universidad de Cambridge. Desde 1995 realiza investigaciones arqueológicas de campo en los Andes septentrionales.
Realizó las primeras investigaciones en los valles de la región histórica de Conchucos, en Áncash, entre 1995 y 1997. Desde 2006, ha realizado estudios de la ingeniería hidráulica en los glaciares de la Cordillera Blanca, los humedales antrópicos de la Cordillera Negra y los sistemas de humedales irrigados de la reserva paisajística Nor-Yauyos Cochas.

## Publicaciones
- Arqueología y desarrollo en América del Sur (2013)[3]
- La recuperación de tecnología indígenas: Arqueología y tecnología y desarrollo en los Andes (2014)

## Reconocimientos
- 2023-actualidad: Miembro de la Sociedad de Anticuarios de Londres